# 石硦
石硦，是臺灣嘉義縣中埔鄉的一個傳統地域名稱，位於該鄉中部偏東南，並延伸至東南部邊界地帶。相較於今日行政區，其範圍大致為石硦村不含東北部凸出部分。

## 歷史
台灣日治初期，石硦地區為一街庄（舊制街庄），稱為「石硦庄」，隸屬於嘉義東堡。該庄輪廍呈西北—東南走向略為狹長形，西北與頂埔庄、中埔庄、鹽館庄為鄰，北與灣潭仔庄為鄰，東北與公田庄為鄰，東南邊為草山庄，南邊為中崙庄，西邊為竹頭崎庄。
1901年（日治明治三十四年）11月11日，全台設置二十廳，該庄隸屬於嘉義廳。1904年（明治三十七年）2月15日，該庄編入「白芒埔區」，隸屬於嘉義廳。1909年（明治四十二年）10月25日，全台整併二十廳為十二廳，該庄仍隸屬於嘉義廳。1910年（明治四十三年）1月18日，各區管轄區域調整，該庄改隸屬於嘉義廳的「中埔區」。
1920年（大正九年）10月1日，全台廢十二廳改設五州二廳，該庄改制為「石硦」大字，隸屬於臺南州嘉義郡中埔庄（新制街庄）。
戰後中埔庄改制為中埔鄉，隸屬於臺南縣，大字亦改制為村。1950年（民國39年）10月，雲、嘉、南分治，中埔鄉改隸屬於嘉義縣。

## 聚落
本地區發展較早的聚落有石硦、楓櫃大胡、崎尾、三平尾、蕃仔藔科、崙後等，在日治期初期的官方地圖上已有記載。此外，本地區尚有吊景、籐寮仔等聚落。

## 交通
省道台3線俗稱「內山公路」，是臺北至屏東的幹道，蜿蜒經過本地區南部中央近邊界地帶。由該道路（大方向）北行可前往中埔鄉中埔市區、番路鄉西北部、竹崎鄉、梅山鄉、雲林縣古坑鄉、斗六市等地；南行可前往番路鄉南部、大埔鄉、臺南市楠西區、玉井區、南化區等地。
鄉道嘉135線是頂六至石仔湖的道路。
鄉道嘉135-2線是吊景至天望崎的道路。
鄉道嘉135-3線是中埔至石硦的道路。
鄉道嘉135-4線是藤寮仔至松仔腳的道路。
鄉道嘉138線是檳榔宅至石硦的道路。

## 學校
- 中山國小
- 石硦國小（已廢校）